# Кзыл-Иль
Кзыл-Иль (Кызыл-Иль) — деревня в Лаишевском районе Республики Татарстан Российской Федерации. Входит в состав Егорьевского сельского поселения.

## География
Деревня расположена на реке Мёша в 21 км к северу от Лаишево и в 32 км к юго-востоку от центра Казани.
Кзыл-Иль находится в часовой зоне МСК (московское время). Смещение применяемого времени относительно UTC составляет +3:00.

## История
Деревня образовалась в 1925 году на месте спиртового завода, принадлежащего помещику Лебедеву, из переселенцев Камско-Устинского района. С момента образования находилась в Лаишевском районе. С 01.02.1963 г. в Пестречинском, с 12.01.1965 г. в Лаишевском районах Татарской АССР.
Всего в 1925 году в деревне было 7 дворов. Название деревне дал Гизитуллин Хафиз в 1932 году, к тому времени в деревне насчитывалось 30 дворов, было 150 га земли.
В 1950 году колхоз объединён с колхозом «Имени 19 партсъезда».

## Население
Число жителей: в 1949 г. — 116, в 1958 г. — 136, в 1970 г. — 63, в 1979 г. — 24, в 1989 г. — 15, в 2002 г. — 7 чел. (татары).